# Francis Rasolofonirina
Francis Rasolofonirina (ur. 22 lipca 1986 w Tsiombe) – maurytyjski piłkarz grający na pozycji środkowego obrońcy. Od 2019 jest piłkarzem klubu AS de Vacoas-Phoenix.

## Kariera klubowa
Swoją karierę piłkarską Rasolofonirina rozpoczął w madagaskarskim klubie USCA Foot. W 2007 roku zadebiutował w nim w pierwszej lidze madagaskarskiej. W 2008 roku przeszedł do maurytyjskiego Petite Rivière Noire SC. W 2014 i 2015 roku zdobył z nim dwa Puchary Mauritiusa. W latach 2016–2019 grał w Cercle de Joachim SC, a w 2019 przeszedł do AS de Vacoas-Phoenix.

## Kariera reprezentacyjna
W reprezentacji Mauritiusa Rasolofonirina zadebiutował 19 maja 2015 roku w przegranym 0:2 meczu COSAFA Cup 2015 z Namibią.